# Наследниците 2
„Наследниците 2“ (на английски: Descendants 2) е американски телевизионен филм от 2017 г., чиято премиера излиза на 21 юли като оригинален филм на „Дисни Ченъл“. Той е вторият филм от поредицата „Наследниците“ и е продължение на „Наследниците“ (2015). Режисьор е Кени Ортега, а във филма участват Дав Камерън, Камерън Бойс, София Карсън, Бубу Стюарт и Чайна Ан Маклейн. Третият филм – „Наследниците 3“, е излъчен премиерно на 2 август 2019 г.